# かつしか文学賞
かつしか文学賞（かつしかぶんがくしょう）は、東京都葛飾区が主催する日本の文学賞。

## 概要
文化芸術創造のまちかつしか推進事業の一環として、葛飾区の魅力を多くの人々に知ってもらうとともに、葛飾から新たな文化を発信していくことを目的に、葛飾区を舞台としたオリジナル文学作品を公募している。葛飾区を舞台に、そこに暮らす人々のふれあいを描いた未発表の作品が募集されている。応募資格は、応募作品を脚本化することに同意する者とされている。大賞受賞者には賞金100万円と記念品が、優秀賞受賞者には賞金10万円と記念品が贈られる。受賞作品は作品集として出版し、区施設などで販売される。大賞作品は脚本化し、キャスト公募により区民が出演する舞台公演を行っている。第2回大賞の三宅直子は、第33回さきがけ文学賞を受賞している。

## 受賞者一覧
年度は募集年度。
| 回（年）          | 賞     | 受賞作                       | 受賞者     |
| ----------------- | ------ | ---------------------------- | ---------- |
| 第1回（2010年度） | 大賞   | 広い空                       | 南部洋一   |
| 第1回（2010年度） | 優秀賞 | マザーズ・ジャーニー         | 石倉俊文   |
| 第1回（2010年度） | 優秀賞 | 遠雷                         | 大谷昌三   |
| 第1回（2010年度） | 優秀賞 | 堀切物語                     | 宮野忠善   |
| 第2回（2013年度） | 大賞   | 天晴れ オコちゃん            | 三宅直子   |
| 第2回（2013年度） | 優秀賞 | たそがれの青砥橋             | 小林隆猛   |
| 第2回（2013年度） | 優秀賞 | ドアの向こう                 | 洲之内タカ |
| 第2回（2013年度） | 優秀賞 | 葛飾ラプソディ               | 樽井弘志   |
| 第3回（2016年度） | 大賞   | 天のこと                     | 広都悠里   |
| 第3回（2016年度） | 優秀賞 | 葛飾弁当店の奮闘             | 酒本歩     |
| 第3回（2016年度） | 優秀賞 | 風に守られ                   | 橘葉子     |
| 第3回（2016年度） | 優秀賞 | 続・葛飾区のあゆみの調査報告 | そらら     |
| 第4回（2019年度） | 大賞   | 立石ロッキー                 | 牧野恒紀   |
| 第4回（2019年度） | 優秀賞 | 夢を継ぐ者                   | 宮本ばれい |
| 第4回（2019年度） | 優秀賞 | あんこと石のや               | 佐野香織   |
| 第4回（2019年度） | 優秀賞 | 奥戸橋                       | 野田昌彦   |
| 第5回（2022年度） | 大賞   | 博志の一週間                 | 桜川碧     |
| 第5回（2022年度） | 優秀賞 | 佐山家の彼岸                 | 村本大志   |
| 第5回（2022年度） | 優秀賞 | 瑛子さんの陽だまり           | 木野潤     |
| 第5回（2022年度） | 優秀賞 | 四日逃亡犯                   | 曽田晃希   |